# La pêche est ouverte
La pêche est ouverte (titre original : Fishing Season) est une nouvelle fantastique et de science-fiction écrite par Robert Sheckley, publiée en août 1953 dans Thrilling Wonder Stories.

## Publications

### Publications aux États-Unis
La nouvelle a été publiée pour la première fois aux États-Unis en Août 1953 dans Thrilling Wonder Stories.
Elle a ensuite été publiée dans diverses anthologies ou divers recueils, notamment dans The Collected Short Fiction of Robert Sheckley (plusieurs éditions).

### Publications en France
La nouvelle a été publiée en France dans l'anthologie Douces Illusions (p. 39 à 57), parue en 1978. Le recueil a fait l'objet d'une réédition en 1987.

### Publications dans d'autres pays
La nouvelle a aussi été éditée :
- en allemand sous le titre Große Fische (1969)[1],
- en néerlandais sous le titre Visseizoen (1971)[2],
- en italien sous le titre Stagione di pesca (1987)[3].

## Résumé
Dans un petit lotissement de banlieue, deux séries d'événements inquiètent les riverains : d'une part certains voisins disparaissent mystérieusement ; d'autre part des emballages de produits alimentaires portent des mentions erronées ou n'ont pas la bonne taille. Au début, personne n'était conscient de ces choses, mais le nombre élevé de disparitions et de produits frelatés conduit les habitants à alerter la police. Celle-ci est d'ailleurs déboussolée et ne sait que faire. Tout cela ne gêne en rien le vieux Carter qui prépare avec attention ses appâts pour la pêche. Mallen et Phyllis, jeunes mariés qui viennent d'emménager dans le lotissement, sont les deux héros de la nouvelle et vivent les événements inquiétants en ne sachant que faire. 
Un jour, Mallen est soulevé à son domicile par une pince métallique, géante et invisible. Après un instant de surprise, il se débat de toutes ses forces, tant et si bien que la pince le relâche. Mallen pense avoir compris à quoi répondent tous ces enlèvements, et il en reçoit confirmation en questionnant le vieux Carter sur les habitudes des pêcheurs. De même que Carter traque truites et goujons, des êtres dont on ne sait rien jouent à chasser les humains, véritable gibier que l'on appâte avec les produits alimentaires contrefaits. Et de même que Carter change fréquemment de lieu de pêche pour ne pas épuiser les ressources, on ne peut pas exclure que les êtres qui « pêchent » ses voisins changent bientôt de coin.